# Soto (soep)

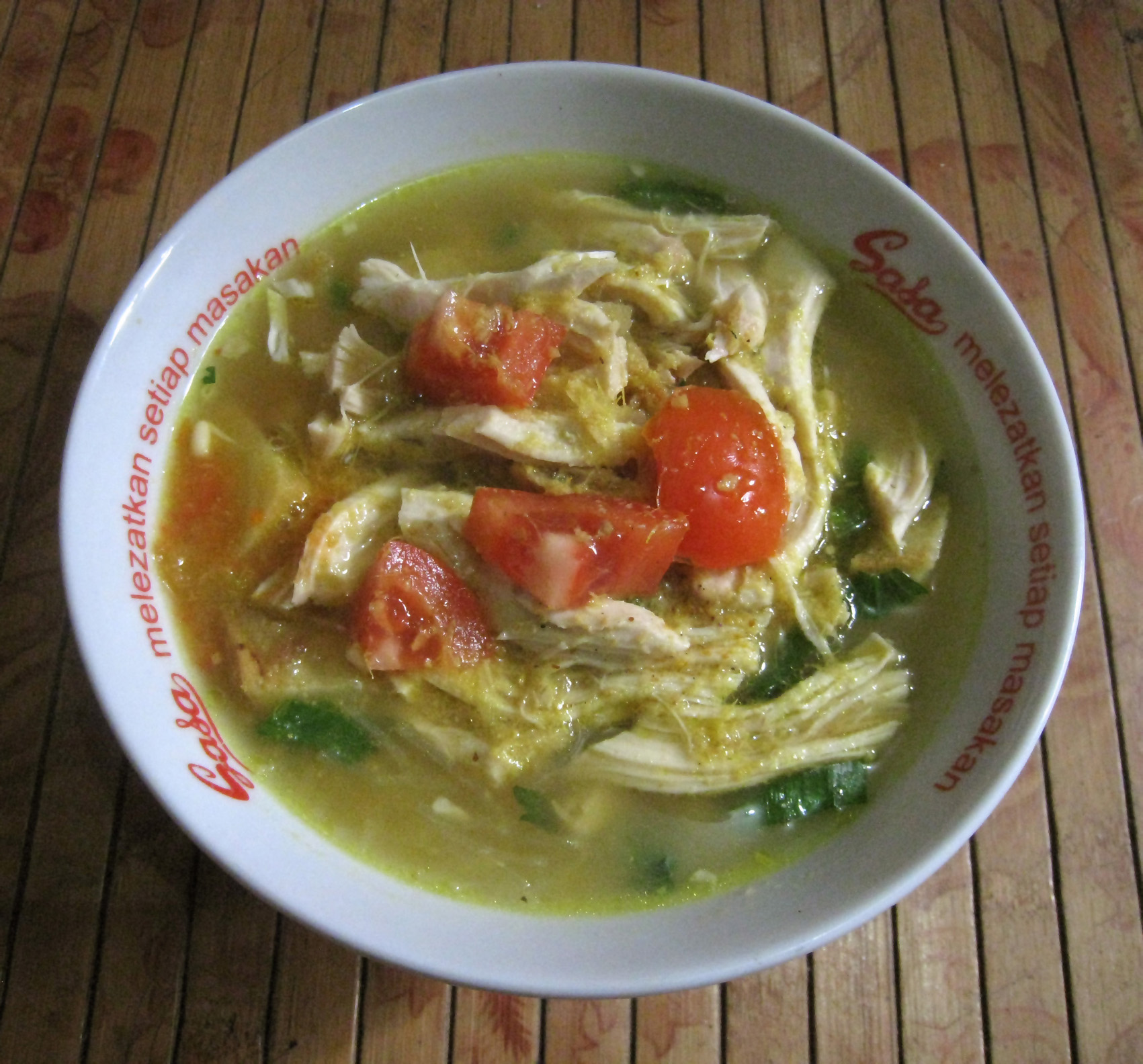
Soto ayam, een van de vele varianten van soto

Soto, of saoto, is een soep uit de Indonesische keuken. Omdat dit gerecht door héél Indonesië op grote schaal gegeten wordt, wordt het wel gezien als het nationale gerecht. Waarschijnlijk komt het gerecht oorspronkelijk van Java. Doordat veel Javanen zich in Maleisië, Suriname en Singapore hebben gevestigd is het gerecht ook daar ingeburgerd. 
Er zijn vele verschillende soorten Soto maar de bekendste is de Soto ayam, oftewel kippensoto. Verder zijn er vele lokale varianten zoals Soto Bandung uit West-Java.